# Unitätsarchiv

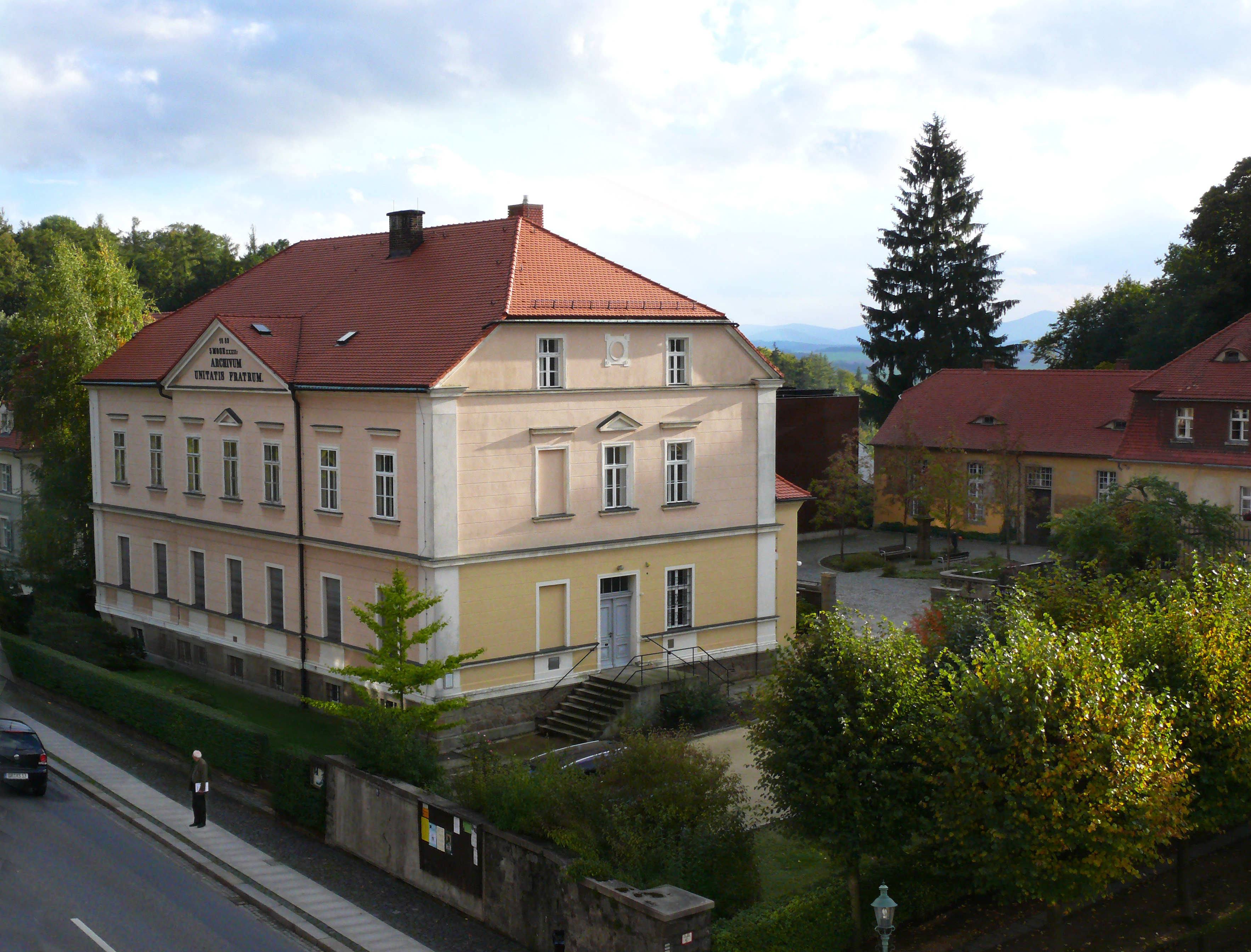
Ansicht des Unitätsarchivs (Altbau)

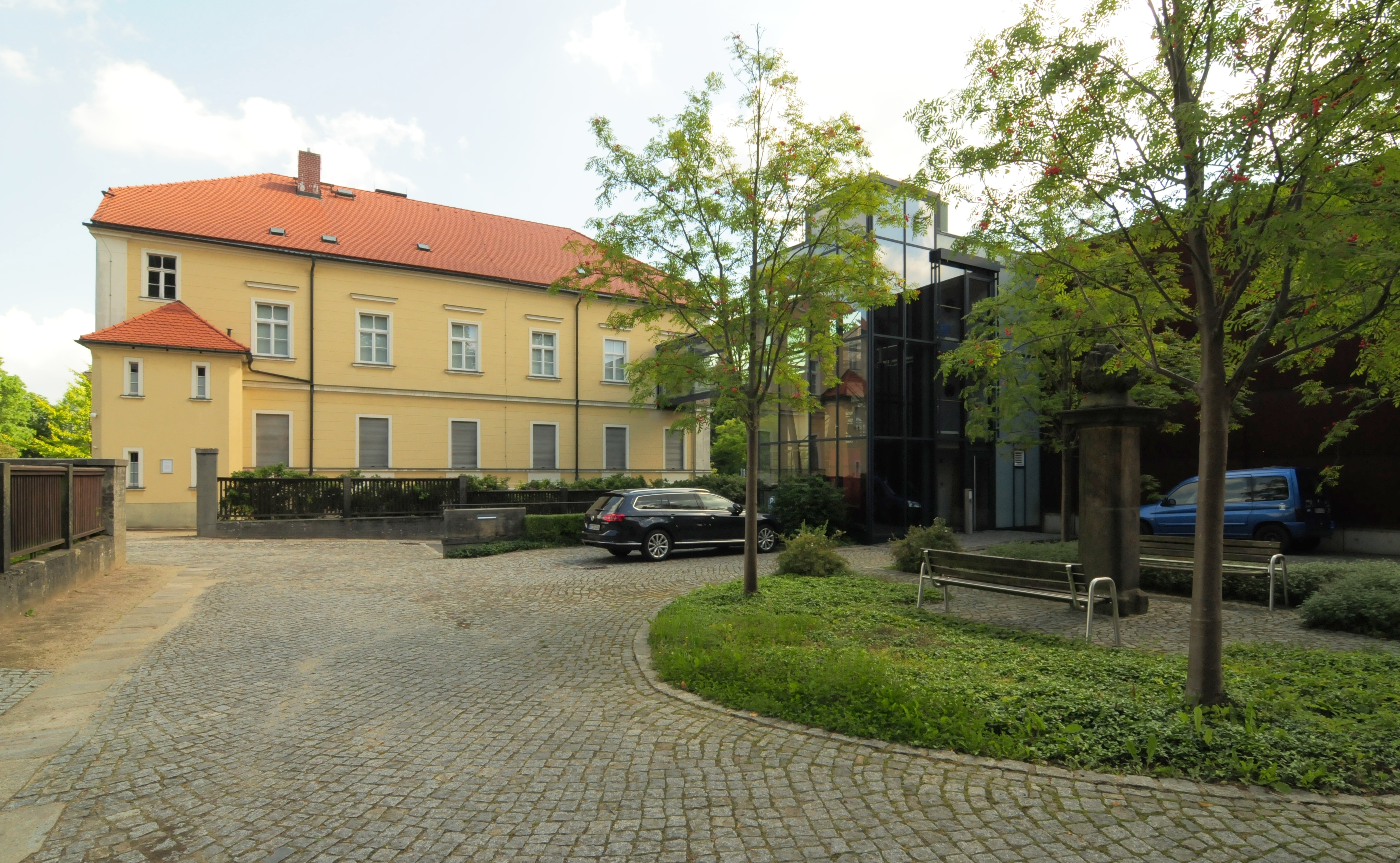
Unitätsarchiv von der Hofseite, rechts der Magazinneubau

Das Unitätsarchiv in Herrnhut ist das zentrale Archiv der weltweiten Unitas Fratrum sowie deren Europäisch-Festländischer Kirchenprovinz.

## Geschichte
| Archivleitung              | Dienstzeit     |
| -------------------------- | -------------- |
| Erich von Ranzau           | 1767–1775      |
| David Nitschmann           | 1775–1779      |
| Erich von Ranzau           | 1780–1796      |
| Carl Bernhard Garve        | 1797–1799/1801 |
| Christlieb Suter           | 1801–1811      |
| Friedrich Ludwig Kölbing   | 1811–1830      |
| Johannes Plitt             | 1831–1841      |
| Ludwig von Schweinitz      | 1841–1859      |
| Joseph Reinhold Römer      | 1859–1875      |
| Alexander Glitsch          | 1875–1905      |
| Joseph Theodor Müller      | 1905–1922      |
| Gottfried Bechler          | 1922–1924      |
| Wilhelm Bettermann         | 1925–1938      |
| Hermann Steinberg          | 1939–1945      |
| Richard Träger             | 1946–1972      |
| Gudrun Hickel, verh. Meyer | 1973–1975      |
| Ingeborg Baldauf           | 1975–1997      |
| Paul M. Peucker            | 1997–2004      |
| Rüdiger Kröger             | 2004–2016      |
| Claudia Mai                | seit 2016      |

Das Unitätsarchiv wurde 1764 bei der ersten nach dem Tod von Nikolaus Ludwig von Zinzendorf stattfindenden Generalsynode ins Leben gerufen und als Ort für seine Unterbringung wurde das für die Brüdergemeine in Europa zentral gelegene Schloss Zeist (Niederlande) bestimmt. Dort wurden zunächst Bestände aus verschiedenen Orten zusammengetragen und von einer Archivkommission unter dem Vorsitz von Abraham von Gersdorff erschlossen. Aus dem Kreis der Mitglieder dieser Kommission wurde dann Erich von Ranzau 1764 zum ersten Unitätsarchivar berufen.
1801 erfolgte der Umzug des Archivs in das Schloss Barby, 1809 nach Niesky und schließlich 1820 nach Herrnhut.

## Gebäude
Der Altbau an der Zittauer Straße neben dem Vogtshof, dem Verwaltungssitz der Evangelischen Brüder-Unität, gilt als ältester Archivzweckbau Sachsens. Er wurde 1890 fertiggestellt und steht unter Denkmalschutz. Heute enthält er nur noch den Nutzerbereich mit Lesesaal (10 Arbeitsplätze) und Handbibliothek sowie Arbeitsräume der Mitarbeiter. Für den Bestand konnte 2002 der markante Magazin-Neubau hinter dem Haus bezogen werden. Er besteht aus einem kompakten Baublock, der die drei klimatisierten Magazingeschosse mit den Rollregalanlagen aufnimmt. Die Außenhaut ist wirkungsvoll mit einer vorgehängten Fassade aus rostendem COR-TEN-Stahl verkleidet, die durch ihre Gliederung in einzelne Felder die innere Struktur des Gebäudes verbirgt. Kontrastierend dazu ist der vorgelagerte Erschließungsbauköper mit Treppenanlage, Aufzug und Zugangsschleusen in transparenter Stahl-Glas-Bauweise ausgeführt. Die geschlossene, gläserne Verbindungsbrücke ermöglicht einen Übergang zwischen Alt- und Magazinbau. Auf dem Dach des Magazins befindet sich eine Solaranlage.

## Bestände
Das Archiv vereinigt unter einem Dach eine Vielzahl von Beständen in Form von Archivgut, Bibliotheksgut sowie musealem Sammlungsgut. In allen Gebieten reichen die Entstehungszeiten der Unterlagen weit vor die Gründung Herrnhuts zurück. Bis zum Anfang des 20. Jahrhunderts wurden die Bestände nach Pertinenz geordnet. Lücken der Überlieferung entstanden ab Mitte des 19. Jahrhunderts wegen Vernachlässigung der Abgabe bzw. in der Übernahme und durch Kriegsverluste bei den abgebenden Stellen.
Gesamtbestand: ca. 3000 Regalmeter.

### Archivgut

#### Guts- und Familienarchiv Gersdorff-Zinzendorf
- Urkunden
- Aufzeichnungen aus den Zinzendorf- und Gersdorff-Gütern
- Zinzendorfs Tagebücher und Briefwechsel

#### Archiv der Brüder-Unität
- Unterlagen der Leitungsgremien der Gesamtunität und der Europäisch-Festländischen Provinz
- Unterlagen der (aufgelösten) Gemeinden
- Unterlagen des Bildungswerks
- Unterlagen des Missionswerks
- Unterlagen der Wirtschaftsbetriebe
- Musikalien (vorwiegend Manuskripte)
- Nachlässe von Mitarbeitern und Mitgliedern der Brüdergemeine
- 25.000 Lebensläufe

### Bibliothek
Die älteren Bibliotheksbestände stammen vor allem aus den Nachlässen Zinzendorfs sowie einiger Mitarbeiter der Brüdergemeine. Ferner sind Teile von Bibliotheken der Bildungseinrichtungen (beispielsweise des Theologischen Seminars der Brüdergemeine), der Gemeinden oder Gemeindegruppen in den Bestand eingegangen. In der Bibliothek werden die Publikationen der Brüdergemeine und ihrer Mitglieder wie auch Schriften über die Brüdergemeine gesammelt.
Aufgrund der Missionstätigkeit der Herrnhuter Missionare und der internationalen Ausbreitung der Brüder-Unität besitzt die Bibliothek eine Vielzahl von gedruckten, aber auch ungedruckten fremdsprachlichen Schriften. Darunter befinden sich neben Darstellungen vor allem ethnographische und sprachwissenschaftliche Arbeiten wie Grammatiken, Lexika, aber auch Übersetzungen der Bibel, Erbauungsschriften, Gesang- und Schulbücher.
Spezialsammlungen: Alte Brüder-Unität (Böhmische Brüder), Bibeln und Gesangbücher, Losungen.
Bestand: ca. 100.000 Bände

### Museale Sammlungen
- Portraits und Ansichten:
  - Gemäldesammlung (ca. 750)
  - Personenbildnisse, Drucke und Zeichnungen (ca. 2.500)
  - Scherenschnitt-Silhouetten (ca. 2.300)
  - Topographische Sammlung von Karten, Ortsplänen, Rissen, Ortsansichten (ca. 8.400)
  - Fotosammlung (ca. 100.000)
- Erinnerungsstücke und Anschauungsobjekte aus der Brüdergemeine
- Ethnographische Sammlung
- Geologische Sammlung